# Чёрная Речка (река, Сахалин)
Чёрная Речка — река на острове Сахалин. Длина реки — 32 км, площадь водосборного бассейна — 143 км². Протекает в лесах на территории Томаринского городского округа Сахалинской области.
Исток расположен на восточных склонах горы Якутская (Южно-Камышовый хребет). Общее направление течения — северо-западное. Впадает в Татарский пролив в 0,7 км к северу от ж.-д. станции Урожайная.
Вблизи устья реку пересекают железная дорога Ильинское — Невельск и автодорога Шахтёрск — Невельск, чуть выше на левом берегу расположено село Урожайное.
Крупные притоки: Чайковка, Холодная, Урожайная.

## Данные водного реестра
По данным государственного водного реестра России относится к Амурскому бассейновому округу.
Код объекта в государственном водном реестре — 20050000212118300007349.